# ハイテク工業団地 (アユタヤ県)
ハイテク工業団地 (タイ語:นิคมอุตสาหกรรมบ้านหว้า(ไฮเทค) 、英語：Ban Wa (Hi-Tech) Industrial Estate)は、タイのタイ工業団地公社の管理する工業団地の一つ。タイ中部アユタヤ県バーンパイン郡に位置する。1989年に開設。バーンワー工業団地とも言われる。2011年現在約120社の工場と約6万人の従業員が働いている。

## 管理事務所所在地
アユタヤ県 バーンパイン郡 タムボン･バーンワー、アジア=ナコーンサワン通り59-60km地点、ムー5、99
（99 หมู่ 5 ถนนสายเอเชีย-นครสวรรค์ กิโลเมตร 59-60 ตำบลบ้านหว้า อำเภอบางปะอิน จังหวัดพระนครศรีอยุธยา 13160）
- 各地からの距離
  - バンコクより60km
  - ドンムアン空港より36km
  - クローントゥーイ港より63km
  - スワンナプーム国際空港より80km

## 用地
- 用地面積 - 総面積 380ha（内訳は一般工業区 165ha、IEATフリーゾーン 95ha、住宅・商業用区 18ha、未分譲住宅・商業用区 102ha など）

## 施設
- 水道水：チャオプラヤー川から取水。給水能力は21,000m3/日。
- 電力：タイ地方発電公社から供給。電力供給能力が2X40メガボルトアンペア。
- 電話：2,048回線 （TT&TとTOT）
- 廃水処理 ：活性汚泥方式による共同廃水処理システム。処理能力は一日当り16,800m3。
- ごみ焼却所:4箇所、5,000kg/日/箇所
- 道路：幹線道路はアスファルト舗装幅員36m（4車線）、補助幹線道路はアスファルト舗装幅員25m（2車線）。
- 洪水対策：100万㎥排水施設
- 警備：24時間
- ワンストップサービスセンター(OSOS)がある。
- アユタヤ県技術者研修センター：ハイテック工業団地はキングモンクット工科大学・プラナコーンヌア校と協力。
- 計量サービスセンター：ISO9000、QS9000およびその他国際標準の計量基準に準拠した各種計量機器を保有。

## 洪水
（工業団地の被災についてはタイ工業団地公社の2011年タイ北部・中部地域及びバンコク都における降雨・洪水被害の項を参照）
2011年7月から続くタイ北部の大雨によりアユタヤ県内でも洪水が発生し、10月4日にはナコーンルワン郡サハラッタナナコーン工業団地内で冠水し、タイ工業団地公社は団地を閉鎖した。さらに本工業団地においても浸水の危険があるとして10月7日から団地を閉鎖するように命じた。10月13日朝、工業団地の堤防が一部決壊し、浸水。10月14日浸水した工場において機材の運び出しの最中に爆発。タイ人2名、日本人1名が負傷した。民間レスキュー泰国義徳善堂によって病院に移送された。12月1日、同工場団地内の排水作業が完了し、復旧作業が開始された。

## 関連事項
- 工業省 (タイ)
- タイ工業団地公社
- バーンパイン工業団地